# Sebastiano Nela
Sebastiano Nela (Rapallo, 1961. március 13. –) olasz válogatott labdarúgó.